# 불량공주 모모코
《불량공주 모모코》(일본어: 下妻物語 "시모츠마 이야기", Kamikaze Girls)는 타케모토 노바라가 2002년 1월에 발표한 소설과, 그 소설을 각색하여 만든 영화이다. 이야기는 이바라키현 시모쓰마시를 무대로 타이틀도 거기서 채용하고 있다. 일본에서는 2004년 5월 29일, 국내에서는 2005년 9월 2일에 개봉되었다.
여기서는 편의상 영화 작품을 불량공주 모모코, 소설 작품을 시모츠마 이야기라고 구분해서 정리한다.

## 개요
'한 명은 로리타, 한 명은 양키인 두 명의 소녀들 간에 깊어지는 우정'이라는 특이한 컨셉에서 출발한 이 소설은, 큰 인기를 얻었고, 이와 함께 많은 호평과 상을 받게 되었다. (사실 어느정도 씹덕들의 감성과 호환되는 면도 없지 않아 있다.) 소설・영화 작품 이외에는, 카네사다 유키오에 의한 만화도 있다.
이 영화에서는 로리타 패션으로 관람한 사람에게는 특별 할인이 되는 특전이 있어 화제가 되었다.
또 영화판에서는 베르사체를 「베르●체」등으로 음성을 가공하고 있다. 흥행 수입은 6.2억 엔.

## 등장인물과 영화 캐스트
류가사키 모모코 (竜ヶ崎桃子) - 후카다 쿄코 (후쿠다 마유코 어린 시절)
이야기의 주인공. 시모츠마에 사는 로리타 패션을 사랑하는 여고생. 드레스를 위해서라면 아버지를 속이는 것도 마다하지 않는다. 냉정하며, 자신이 로리타라는 것에 긍지를 갖고, 이론으로 무장하고 있다. 천재적인 자수의 재능을 가지고 있다.
시라유리 이치고 (白百合イチゴ) - 츠치야 안나
바이크로 질주하는 것을 더없이 사랑하는 여고생. 「이치고」라고 하는 이름에 콤플렉스가 있어, 「이치코」라고 이름을 댄다. 애차는 원동기장치 자전거를 강제로 폭주족 사양으로 개조한 것이다. 겉모습은 양키로 무섭고, 언어 사용도 품위가 없으며 상당히 바보. 하지만, 어딘가 상식적인 부분이 있어서, 친구를 생각하는 마음도 뜨거운 좋은 녀석. 실은 양가의 외동딸.
모모코의 아버지 - 미야사코 히로유키 (아메아가리 결사대)
전형적인 다메오야지. 모모코의 친아버지이다. 아마가사키에서 가짜 브랜드가게를 열고 있었지만, 판권원의 눈에 발각되어 딸인 모모코와 함께 시모츠마로 이사왔다. 지금은, 요요 낚시 라는 야타이를 열기 위해 준비하고 있다.
모모코의 어머니 - 시노하라 료코
모모코의 친어머니. 본명, 사이온지 미도리. 모모코의 아버지와는 헤어져, 모모코의 출산 때 만난 산부인과의사 (아베 사다오 / 2역)과 재혼하였다.
모모코의 할머니 - 키키 키린
모모코의 친할머니. 옛날에는 양키였던 듯.
이소베 아키노리 (磯部明徳) - 오카다 요시노리
다이칸야마에 본점을 가진 로리타 패션 숍 「BABY, THE STARS SHINE BRIGHT」의 사장. 모모코의 자수의 재능을 눈여겨, 신작에 들어가는 자수를 의뢰한다.
아키미 (亜樹美) - 코이케 에이코
이치고가 소속한 폭주족의 레이디스 「舗爾威帝劉」(「포니테일」이라고 읽음)의 우두머리.
일각수의 류지 (一角獣の竜二) - 아베 사다오
자칭, 말단의 고쿠도.
야채 가게 - 아라카와 요시요시
시모츠마에 자주 트럭으로 이동판매하러 온다.
미코 (ミコ) - 야자와 신
포니테일 2대 째 두목.
그 외
미즈노 하루오, 마챠마챠, 마키 요코, 스피드 와곤 등

## 영화판의 스태프 등
- 각본・감독 : 나카시마 테츠야
- 원작 : 타케모토 노바라 (《시모츠마 이야기》쇼가쿠칸, 쇼가쿠칸 문고)
- 음악 : 칸노 요코
- 주제가
  - 오프닝
    - 〈Roller coaster ride→〉 (Tommy heavenly6)

  - 엔딩
    - 〈super "shomin" car〉 (CECIL)
    - 〈타임머신에게 부탁해〉 (browny circus) ＃새디스틱 미카밴드의 곡을 커버했다.
    - 〈Hey my friend〉 (Tommy heavenly6)

### 《불량공주 모모코》제작위원회
- 어뮤즈
- 도쿄 방송
- 쇼가쿠칸
- 토호
- TOKYO FM
- 호리프로
- 하쿠호도
- 파르코
- 오구라 사무소

## 이야기의 무대
- 시모쓰마시(이바라키현)
모모코의 친할머니가 살고 있어, 모모코의 아버지가 모모코와 함께 옮겨 온 마을.
- 아마가사키시(효고현)
모모코가 태어난 고향인 동시에, 아버지가 태어나 자란 마을이다.
- 다이칸야마(도쿄도 시부야구)
모모코가 입고 있는 로리타 패션의 드레스 숍인 〈BABY, THE STARS SHINE BRIGHT〉의 본점이 있는 거리다. 이 브랜드는 실재하며, 영화 제작에도 협력하고 있다.

## 발행물 일람

### 소설
- 타케모토 노바라 저, "시모츠마 이야기 양키 소녀와 로리타 소녀", 소학관, 2002년 (상제본), ISBN 4-09-386112-9
- 타케모토 노바라 저, "시모츠마 이야기 양키 소녀와 로리타 소녀", 소학관, 2004년 (문고본), ISBN 4-09-408023-6
- 타케모토 노바라 저, "시모츠마 이야기 완 양키 소녀와 로리타 소녀와 살인사건", 2005년 (상제본), ISBN 4-09-386153-6
- Akemi Wegmuller 역, Kamikaze Girls Novel (영역판), Viz Communications, 2006년, ISBN 1-4215-0269-0

### 코믹
- 타케모토 노바라 원작, 카네사다 유키오 저, "시모츠마 이야기" (플라워 코믹스), 소학관, 2004년, ISBN 4-09-130009-X
- Kamikaze Girls (영역판), Viz Communications, 2006년, ISBN 1-4215-0268-2

### 영화 DVD
- 나카시마 테츠야 감독, "시모츠마 이야기 스탠다드★에디션", 소학관, 2004년, SDV-3247D
- 나카시마 테츠야 감독, "시모츠마 이야기 스페셜★에디션", 소학관, 2004년, SDV-3246D

### 사운드트랙
- 칸노 요코 외, "시모츠마 이야기 오리지널・사운드트랙", Defstar Records, 2004년, DFCL-1205
- Tommy heavenly6, "Hey my friend", DefSTAR RECORDS, 2004년, DFCL-1136, (주제가)

### 사진집・영상집
- 요시무라 하루미 촬영, "후카다 쿄코in시모츠마 이야기", 피아, 2004년, ISBN 4-8356-0937-9
- 후카다 쿄코, "후카다 쿄코 in 시모츠마 이야기", 어뮤즈 소프트 엔터테인먼트, 2004년, ASBY-2490

## 같이 보기
- 타케모토 노바라
- 로리타 패션
- 아멜리에 - 직접적인 관련성은 없지만, 스토리나 캐릭터 등에서 비교되는 것이 많은 작품.